# FRIENDS (B'zのアルバム)
『FRIENDS』（フレンズ）は、日本の音楽ユニットB'zが1992年12月9日にBMGルームスからリリースした4作目のミニ・アルバムである。また1996年11月25日には、このアルバムの続編である『FRIENDS II』が発売された。

## 概要
初回盤のみCDケースを入れる紙製のスリーブケースが付属している。
9thシングル『ALONE』からの「B'z」ロゴマークが使用された最後のアルバム。
本作より、クレジットにてベースが表記されるようになった。
本作は全楽曲で1つのストーリー性を持たせたコンセプト・アルバムとなっており、内容は「回想」「再会」「葛藤」「解決」のシーンからなるラブストーリーで、アルバムタイトル『FRIENDS』はストーリーのテーマにあたる。本作について松本は、「映画のサウンドトラックのようなアルバムを作りたかった」と述べている。タイトルの「FRIENDS」は、松本が好きだった映画『フレンズ〜ポールとミシェル』からの引用である。
本作の制作について松本は、2022年のインタビューで当時について、「ちょうど『RUN』が完成した頃で、B'zの柱というか、王道みたいなものが出来つつあったんだと思うんですよ。その反動とまではいかないですけど、AOR寄りの楽曲もやってみたかったんじゃないかな」と振り返っている。
曲順表記は「#1」などではなく、「SCENE1」など独特の表記になっているのも特徴。
1999年8月に日本レコード協会より、2ミリオン認定を受けた。

## 収録曲
| 全作詞: 稲葉浩志、全作曲: 松本孝弘、全編曲: 松本孝弘・明石昌夫。 |                                        |          |            |      |
| #                                                                | タイトル                               | 作詞     | 作曲・編曲 | 時間 |
| Prologue.                                                        | 「Friends」                            | 稲葉浩志 | 松本孝弘   | 1:48 |
| SCENE1.                                                          | 「いつかのメリークリスマス」           | 稲葉浩志 | 松本孝弘   | 5:36 |
| SCENE2.                                                          | 「僕の罪」                             | 稲葉浩志 | 松本孝弘   | 4:19 |
| 2-2.                                                             | 「Love is ...」                        | 稲葉浩志 | 松本孝弘   | 1:26 |
| SCENE3.                                                          | 「恋じゃなくなる日」                   | 稲葉浩志 | 松本孝弘   | 4:51 |
| SCENE4.                                                          | 「SEASONS」                            | 稲葉浩志 | 松本孝弘   | 1:14 |
| SCENE5.                                                          | 「どうしても君を失いたくない」         | 稲葉浩志 | 松本孝弘   | 6:07 |
| 6.                                                               | 「いつかのメリークリスマス (Reprise)」 | 稲葉浩志 | 松本孝弘   | 1:23 |
| 合計時間:                                                        | 合計時間:                              | 26:44    |            |      |

## 楽曲解説
1. Prologue. Friends
  - インストゥルメンタル。ストリングスによる演奏。
  - 2021年に行われた『B'z presents LIVE FRIENDS』で、リリースから約29年越しに初演奏された。
2. SCENE1. いつかのメリークリスマス　
  - クリスマスソング。本作が初出。
3. SCENE2. 僕の罪
  - ギターのイントロとガラスの割れた音から始まる。
  - 2021年に行われた『B'z presents LIVE FRIENDS』で初演奏された。
4. 2-2. Love is ...
  - 次曲「恋じゃなくなる日」のメロディを流用した[3]インストゥルメンタル。キーボードで演奏されており、オルゴールのような雰囲気になっている。
5. SCENE3. 恋じゃなくなる日
  - 一転して激しいギターによるイントロから始まる。
  - ファンの人気が高く、ベスト・アルバム『B'z The Best "ULTRA Treasure"』のファン投票で10位にランクインして収録された[6]。
  - ライブでは『B'z LIVE-GYM '93 "RUN"』以降長らく演奏されていなかったが、2021年に行われた『B'z presents LIVE FRIENDS』で約28年ぶりに演奏された。
6. SCENE4. SEASONS
  - インストゥルメンタル。松本のアコースティック・ギターによる演奏。
  - 2021年に行われた『B'z presents LIVE FRIENDS』で初演奏された。
7. SCENE5. どうしても君を失いたくない
  - テレビ朝日系『ミュージックステーション』のエンディングテーマとして1992年1月10日から2002年2月22日まで本曲のインストゥルメンタル「どうしても君を失いたくない -Instrumental-」が使用されていたが、このバージョンは音源化されていない[注釈 3]。
  - 『B'z LIVE-GYM '93 "RUN"』以降長らく演奏されていなかったが、2020年に行われた無観客配信ライブ『B'z SHOWCASE 2020 -5 ERAS 8820-』のDay1で約27年ぶりに演奏され[7][8]、翌年の『B'z presents LIVE FRIENDS』でも演奏された。
8. 6. いつかのメリークリスマス (Reprise)
  - SCENE1「いつかのメリークリスマス」のメロディを流用したインストゥルメンタル。ピアノの独奏。

## 参加ミュージシャン
- 松本孝弘:ギター、全曲作曲・編曲
- 稲葉浩志:ボーカル、作詞（#2.3.5.7）
- 明石昌夫:ベース、マニピュレーター、編曲（#4.6.8除く）
- 田中一光:ドラム
- 小野塚晃 (DIMENSION):キーボード（#3.4.7.8）
- 澤野博敬:トランペット（#7）
- 野村裕幸:トロンボーン（#7）
- 日色Strings:ストリングス（#1）
- 大黒摩季:コーラス（#3.7）
- 古川真一:コーラス（#2.5）

## ライブ映像作品
「いつかのメリークリスマス」については作品の項目を参照
Friends
- B'z presents LIVE FRIENDS

僕の罪
- B'z presents LIVE FRIENDS

Love is…
- B'z presents LIVE FRIENDS

恋じゃなくなる日
- B'z presents LIVE FRIENDS

SEASONS
- B'z presents LIVE FRIENDS

どうしても君を失いたくない
- B'z SHOWCASE 2020 -5 ERAS 8820- Day1〜5
- B'z presents LIVE FRIENDS